# 13246 Hannahshu
13246 Hannahshu este o planetă minoră (asteroid), cu un diametru de 8,923 km, din centura de asteroizi. A fost descoperită pe 24 iunie 1998 la Magdalena Ridge Observatory⁠(d) de Lincoln Near-Earth Asteroid Research. 
Obiectul prezintă o orbită caracterizată de o semiaxă mare de 2,6734729 UAi, o excentricitate de 0,15, o înclinație de 4,73817 ° în raport cu ecliptica.